# Josepha Duschek

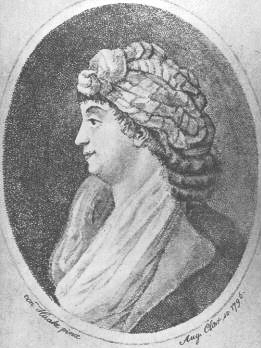
Josepha Duschek, 1796

Josepha Duschek geb. Hambacher, tschechisch: Josefína Dušková (6. März 1754 in Prag – 8. Januar 1824 ebenda) war eine der berühmtesten Sängerinnen klassischer Musik ihrer Zeit, auch Pianistin und Komponistin. Sie sang für eine Reihe von Staatsoberhäuptern in Wien, Dresden und Warschau. Sowohl Mozart als auch Beethoven komponierten Arien für sie.

## Leben und Werk
Josepha Duschek war die Tochter des Prager Apothekers Adalbert Hambacher und dessen aus Salzburg stammender Ehefrau Dominica Columbia Weiser. Ihre Eltern heirateten am 14. April 1749 im Salzburger Dom. Ihre Mutter war die zweitgeborene Tochter von Ignatz Anton von Weiser, der von 1772 bis 1775 Bürgermeister Salzburgs war. Josepha war Schülerin des damals bereits berühmten Pianisten und Komponisten Franz Xaver Duschek, der sich 1770 als Klavierlehrer in Prag niedergelassen hatte und den sie am 21. Oktober 1776 heiratete. Sie wohnten zusammen in der Villa Bertramka in Smíchov. Im Jahr 1777 besuchte das Ehepaar Salzburg und lernte dort die Familie Mozart kennen. Wolfgang Amadeus Mozart komponierte damals für sie die große dramatische Arie der Andromeda mit Rezitativ Ah, lo previdi – Ah, t’invola agl’occhi miei (KV 272), die er jedoch später seiner Schwägerin Aloisia Weber widmete. In Salzburg trat sie am 15. August 1777 im Rahmen eines Privatkonzertes im Tanzmeisterhaus in Leopold Mozarts Wohnhaus auf. Es entwickelte sich eine enge Freundschaft zwischen dem jungen Mozart und dem Ehepaar Duschek.
Josepha Duschek wurde als geistreiche und hübsche Sängerin geschätzt. Sie besaß Charme und hatte für ihre Zeit verhältnismäßig liberale Ansichten; die Leiterin der Gedenkstätte Bertramka bezeichnete sie als „eine sehr emanzipierte Frau“. Sie sang in Prag Opernpartien, wurde aber vor allem als Konzertsängerin bekannt. Als solche trat sie sehr erfolgreich im Rahmen von Konzerten und Akademien in Wien und Berlin, in Dresden, Leipzig, Weimar und Warschau auf. Gemessen an den Schwierigkeiten, die die für sie geschriebenen Musikstücke enthalten, muss sie sowohl über eine virtuose Gesangstechnik als auch über einen großen Tonumfang verfügt haben. Sie komponierte eine Reihe von Liedern und Klavierstücken. Durch ihre virtuose Gesangstechnik erwarb sie den Beifall des Kaisers Joseph II. und des polnischen Königs Stanislaus II. August Poniatowski. In Dresden wurde ihr die Auszeichnung zuteil, als Zeichen der Begeisterung des Kurfürsten in Lebensgröße gemalt zu werden – 
Die Duscheks verfügten über eine Stadtwohnung am Prager Kohlmarkt und über einen Landsitz, die Vila Bertramka in Smíchov. Die Ehe blieb kinderlos.
2006 gelang es Milada Jonášová, die Verlassenschaftsabhandlung von Josepha Duschek zu finden. Sie berichtete über ihren Fund auf dem Kongress „Böhmische Aspekte des Lebens und des Werkes von W. A. Mozart“, der von der Akademie der Wissenschaften der Tschechischen Republik am 27. und 28. Oktober 2006 veranstaltet wurde. Die Autorin veröffentlichte die Studie mit einer vollständigen Transkription des Testaments und der Verlassenschaftsabhandlung im Tagungsband. Es stellte sich heraus, dass die kinderlose Künstlerin ihre letzten Jahre in einer komfortablen Vier-Zimmer-Wohnung auf der Kleinseite in der Pfingstplatz verbrachte, in der Obhut eines Dienstmädchens und mit einer großen Bibliothek. Das Inventar der Bibliothek zeigt, dass sie einer intellektuell überlegenen Künstlerin mit großer Weltoffenheit diente. ...Sie selbst zeichnete und besaß eine umfangreiche Sammlung von Ölgemälden, Pastellen und Stichen. Am Ende ihres Lebens befand sie sich in guter geistiger Verfassung, wie die Tatsache beweist, dass sie noch im Alter von 70 Jahren Gesangsunterricht gab.

### Mozart

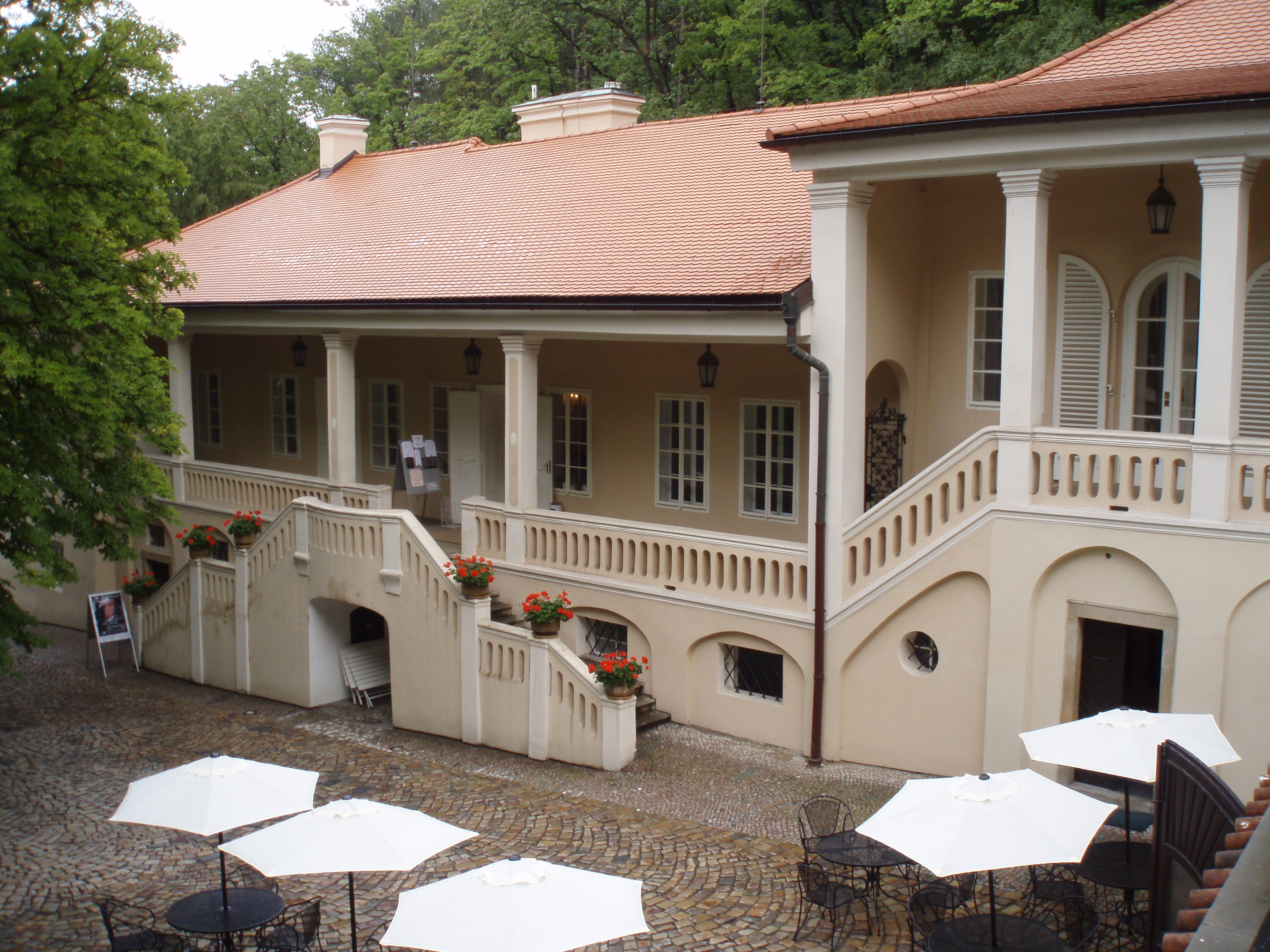
Die Villa Bertramka in Prag

1781 ließ sie sich die Arie Ah, lo previdi – Ah, t’invola agl’occhi miei nach Wien nachschicken. 1786 begleitete Mozart sie als Pianist in einem privaten Konzert am Wiener Hof. 1787 stieg Mozart im Rahmen der Uraufführung seines Don Giovanni im Prager Ständetheater bei der Familie Duschek in Prag ab, unter anderem in deren Landhaus Villa Bertramka, wo er seine Oper vollendete. Gerüchte besagen, Mozart habe aus Dankbarkeit für die Sängerin für sie eine zweite Konzertarie komponiert: Bella mia fiamma – Resta, o cara (KV 528). Die Komposition erfolgte am 3. November 1787. Es gibt jedoch auch einen anderen Bericht über die Entstehung dieser Arie, der von Mozarts Sohn Karl Thomas stammen soll:

„Petranka [sic] ist wohl bekannt als die Villa, in welcher Mozart seinen Aufenthalt in Prag bei seinen musikalischen Freunden, den Duscheks, genoss und wo er eine Reihe von Nummern seines ‚Don Juan‘ [Don Giovanni] komponierte. Auf dem kleinen Hügel nahe der Villa steht ein Pavillon, in welchem eines Tages Frau Duschek den großen Mozart einfach einsperrte, nachdem sie sich zuvor um Feder, Tinte und Notenpapier gekümmert hatte. Sie teilte ihm mit, er würde seine Freiheit erst wieder erlangen, nachdem er die Arie mit den Worten bella mia fiamma addio komponiert habe, welche er ihr schon lange versprochen habe. Mozart tat, wie ihm befohlen ward. Doch er rächte sich für die böse Tat, die ihm die Duschek angetan hatte, indem er eine Reihe von schwierig zu singenden Passagen in die Arie packte. Zudem drohte er seiner despotischen Freundin, er würde die soeben fertiggestellte Arie umgehend vernichten, sofern es ihr nicht gelänge, diese a prima vista fehlerfrei zu interpretieren.“

Bernard Wilson kommentiert diese Geschichte wie folgt: „Die Entstehungsgeschichte der Arie scheint eine gewisse Glaubwürdigkeit zu besitzen, denn die Worte Quest’ affano, questo passo è terribile per me sind in einem fürchterlichen Gewirr chromatischer Sequenzen komponiert, brillant gesetzt, um der Sängerin Gefühl für Intonation und ihre Kraft der Interpretation auf den Prüfstand zu stellen. Offenbar bewältigte Mme. Duschek diesen passo terribile, denn das Originalmanuskript trägt ihren Namen – in Mozarts Handschrift.“
Eineinhalb Jahre später sang Josepha Duschek im Leipziger Gewandhaus die Szene Ch'io mi scordi di te – Non temer, amato bene (KV 505) und war dann gemeinsam mit Mozart am 13. und 14. April 1789 in Dresden zu hören. An beiden Orten soll sie auch die schreckliche Arie gesungen haben.
Mozart vollendete auch seine letzte Oper, La clemenza di Tito, im September 1791 in der Vila Bertramka.
Nach Mozarts Tod nahm das Ehepaar dessen Kinder zu sich, sie lebten fortan in der Vila Bertramka.

### Beethoven
Auch mit Ludwig van Beethoven war das Ehepaar Duschek freundschaftlich verbunden. Als der Komponist 1796 in Prag weilte, komponierte er eine große dramatische Konzertarie für Josepha Duschek: Ah perfido, op. 65. Sie konnte allerdings die Uraufführung wegen anderer Verpflichtungen nicht übernehmen, weshalb am 27. November 1796 Josephine von Clary und Aldringen sang, die mit dem schweren Werk überfordert war. Dennoch widmete ihr Beethoven später das Werk. Josepha Duschek interpretierte die Konzertarie jedoch noch 1796 in Prag und später in Leipzig. Das Werk wurde 1808 von Beethoven auch in das Programm seiner Akademie am Theater an der Wien aufgenommen und von der damals erst 17-jährigen Josephine Killitschky gesungen, die ebenso wie Josephine von Clary und Aldringen an der gesanglichen Herausforderung der Arie scheiterte.

### Lebensabend
Nach dem Tod ihres Ehemannes im Jahre 1799 zog sich Josepha Duschek weitgehend aus der Öffentlichkeit zurück. Es sind noch Auftritte in den Jahren 1801 und 1804 verbürgt, bei Letzterem sang sie zum Besten der Witwen- und Waisen-Versorgungsanstalt der Prager Tonkünstler-Gesellschaft. Unter den Zuhörern dieses Konzerts, das am 1. April 1804 stattfand, wurde eine Ode verteilt, die anhebt:

„Einmal noch ist sie zum Fest erschienen, an der Tonkunst heiligem Altar.“

Schließlich musste sie die Vila Bertramka verkaufen und übersiedelte mehrfach in stets kleinere Wohnungen in Prag. Als sie starb, war sie vollständig verarmt.

## Trivia
Das Privatleben der Sängerin war von Gerüchten und Beschuldigungen umrankt. Man sagte ihr nach, dass ihr früher Reichtum – den sie übrigens rasch verschwendet haben soll – einer zweifelhaften Beziehung mit dem Grafen Christian Philipp von Clam-Gallas, noch vor ihrer Hochzeit zu verdanken sei. Der Graf soll ihr noch nach dem Ende der Beziehung eine jährliche Apanage von 900 Gulden gezahlt und auch zum Erwerb der Vila Bertramka beigetragen haben. Diese Beziehung war auch Anlass für Leopold Mozart, seinen Sohn vor der Sängerin zu warnen, was dieser jedoch ignorierte.
Als sie 1788 in Weimar weilte und erfolgreich Konzerte sang, erregte ihr Benehmen Anstoß. Friedrich Schiller bezeichnete sie als „anmaßend, ja frech“ und die Herzogin-Mutter Anna Amalia schrieb, sie sähe „recht aus wie eine abgedankte Maîtresse“. Maynard Solomon hat eine Beziehung zwischen Mozart und Josepha  Duschek in den Raum gestellt, allerdings fehlen dafür Belege.

## Gedenken
Anlässlich der 200. Wiederkehr der Uraufführung des Don Giovanni gedachte man auch des Ehepaares Duschek und restaurierte die Vila Bertramka in Prag. Sie kann heute besichtigt werden und es finden dort auch Konzerte statt.
Die Stadtgemeinde Salzburg benannte im Jahr 1997 eine Straße in Leopoldskron und Gneis im Gedenken an die Sopranistin. Die Josepha-Duschek-Straße führt von der Sandor-Vegh-Straße, benannt nach Sándor Végh, dem langjährigen Leiter der Camerata Salzburg, Richtung Konstanze-Weber-Gasse, benannt nach Mozarts Ehefrau Constanze.

## Hinweise
- Das Geburtsjahr der Künstlerin wird fallweise auch mit 1753 oder mit 1756 angegeben.[14] Verwendet wird hier die häufigere, auch von der Deutschen Nationalbibliothek verwendete, Nennung. Auch den Geburtstag betreffend bestehen Divergenzen, fallweise wird der 7. März angegeben. Kutsch/Riemens nennen den 6. März als Tag der Geburt. Wien Geschichte Wiki schreibt, sie sei am 6. März 1754 getauft worden.
- Die Künstlerin wird fallweise mit der englisch-italienischen Sopranistin Sophia Corri-Dussek (1775–1847) verwechselt, die mit dem böhmischen Komponisten Jan Ladislav Dussek verheiratet war, der am 12. Februar 1760 in Tschaslau geboren wurde und am 20. März 1812 in Saint-Germain-en-Laye verstarb.
- Die Deutsche Nationalbibliothek hat für die Sängerin und Komponistin zwei GND-Nummern vergeben: 1068086327 und 135729572. Die erste Eintragung nennt den Namen Franziska Josefa Duschek mit denselben Geburts- und Sterbejahren.